# Artère ciliaire postérieure longue
Les artères ciliaires postérieures longues (ou artères iriennes de Chaussier) sont deux artères systémiques paires de la tête, une médiale et une latérale situées dans le globe oculaire. Elles vascularisent l'iris, le corps ciliaire et la choroïde.

## Origine
Les artères ciliaires postérieures longues naissent de l'artère ophtalmique et accompagnent le nerf optique.

## Trajet
Les artères ciliaires postérieures longues percent la partie postérieure de la sclère à peu de distance du nerf optique, et courent en avant, de part et d'autre du globe oculaire, entre la sclère et la choroïde, jusqu'au muscle ciliaire, où elles se divisent en deux branches, une ascendante et une descendante.
Les branches équivalentes des deux artères et les artères ciliaires antérieures s'anastomosent pour former le grand cercle artériel de l'iris autour de la circonférence de l'iris à partir duquel de nombreuses branches convergentes se dirigent jusqu'à sa marge pupillaire, où elles forment un deuxième cercle artériel : le petit cercle artériel de l'iris.